# Уваев, Вячеслав Викторович
Вячеслав Викторович Уваев (род. 15 апреля 1966, Москва) — советский и российский хоккеист и тренер. Главный тренер МХК «Академия Михайлова».

## Карьера
Воспитанник московского «Спартака». Начинал карьеру в командах низших лиг, представлявших Нарву, Оленегорск и Ленинград.
В 1988 году дебютировал в высшей лиге, где играл за ярославское «Торпедо» и «Спартак». За четыре сезона провёл более 150 игр.
В 1990 года в составе сборной СССР выиграл Nissan Cup, проводившийся в Швейцарии и Кубок «Известий». В 1991 году выиграл Шведские хоккейные игры. Всего за сборную СССР провёл 17 игр.
В первом чемпионате России играл за «Спартак». На драфте НХЛ 1991 года был выбран в 9 раунде под общим 191-м номером клубом «Нью-Йорк Рейнджерс». Но до 2006 года тграл в итальянских клубах. Более 400 игр провёл в серии А и более 100 игр в Серии В.
Трёхкратный чемпион Италии (2002, 2003, 2004).
Окончив карьеру игрока, вернулся в Россию. Работал с несколькими клубами МХЛ и ВХЛ.
На Универсиаде 2015 руководил российской студенческой сборной, костяк которой составляли игроки руководимой им же «Рязани».

### Статистика (главный тренер)
Последнее обновление: 30 мая 2016 года
| Команда               | Турнир-сезон          | Регулярный сезон | Регулярный сезон | Регулярный сезон | Регулярный сезон | Регулярный сезон | Регулярный сезон | Регулярный сезон | Регулярный сезон | Регулярный сезон | Плей-офф  | Плей-офф  | Плей-офф   |
| Команда               | Турнир-сезон          | И                | В                | ВО/ВБ            | Н                | ПО/ПБ            | П                | О                | О%               | Результат        | В         | П         | Результат  |
| --------------------- | --------------------- | ---------------- | ---------------- | ---------------- | ---------------- | ---------------- | ---------------- | ---------------- | ---------------- | ---------------- | --------- | --------- | ---------- |
| Атлант                | КХЛ 2010-11           | 4                | 1                | 0                | -                | 1                | 2                | 4                | 33,3%            | смена должности  |           |           |            |
| Красная Армия         | МХЛ 2011-12           | 60               | 29               | 9                | -                | 5                | 17               | 110              | 61,1%            | 10 (из 32)       | 10        | 9         | Финал      |
| Красная Армия         | МХЛ 2012-13           | 65               | 21               | 6                | -                | 5                | 33               | 80               | 41,0%            | 25 (из 33)       | не попали | не попали | не попали  |
| Всего в Красной Армии | Всего в Красной Армии | 125              | 50               | 15               | -                | 10               | 50               | 190              | 50,7%            |                  | 10        | 9         |            |
| Рязань                | ВХЛ 2014-15           | 52               | 24               | 6                | -                | 4                | 18               | 88               | 56,4%            | 6 (из 24)        | 1         | 4         | 1/8 финала |
| Рязань                | ВХЛ 2015-16           | 49               | 29               | 3                | -                | 7                | 10               | 100              | 68,0%            | 2 (из 26)        | 5         | 6         | 1/4 финала |
| Всего в Рязани        | Всего в Рязани        | 101              | 53               | 9                | -                | 11               | 28               | 188              | 62,0%            |                  | 6         | 10        |            |